# Tratamentul doctorului Carey
Tratamentul doctorului Carey (titlu original: The Carey Treatment) este un film american thriller din 1972 regizat de Blake Edwards bazat pe romanul A Case of Need de Michael Crichton. Rolurile principale au fost interpretate de actorii James Coburn, Jennifer O'Neill, Pat Hingle și Skye Aubrey. La fel ca la filmele Hoinarii primejdioși și Darling Lili, a fost editat foarte mult de Metro-Goldwyn-Mayer fără știrea lui Edwards. Edwards a satirizat mai târziu lupta sa cu studioul în comedia S.O.B. (din 1981).

## Distribuție
- James Coburn - Dr. Peter Carey
- Jennifer O'Neill - Georgia Hightower
- Pat Hingle - Capt. Pearson
- Skye Aubrey - Nurse Angela Holder
- Elizabeth Allen - Evelyn Randall
- John Fink - Chief Surgeon Andrew Murphy
- Dan O'Herlihy - J.D. Randall
- James Hong - David Tao
- Alex Dreier - Dr. Joshua Randall
- Michael Blodgett - Roger Hudson
- Regis Toomey - Sanderson the Pathologist
- Steve Carlson - Walding
- Rosemary Edelman - Janet Tao
- Jennifer Edwards - Lydia Barrett
- John Hillerman - Jenkins